# Абдыкаримов, Сержан Оралбаевич
Сержан Оралбаевич Абдыкаримов (каз. Сержан Оралбайұлы Әбдікәрімов; род. 11 мая 1976, Караганда, Казахская ССР) — казахстанский дипломат.

## Биография
Родился 11 мая 1976 года в г. Караганда, Казахстан. Происходит из подрода Тока рода куандык племени аргын.
В 1993 году поступил и 1998 году окончил Алматинского государственного университета им. Абая.
Владеет русским и английским языками. Имеет знания французского, корейского и индонезийского языков (в пассиве).
Имеет дипломатический ранг Чрезвычайного и Полномочного Посланника I класса.

### Трудовая деятельность
С 1998 по 1999 годы — референт управления Европы и Америки Третьего департамента, атташе департамента международного экономического сотрудничества МИД Республики Казахстан (РК).
С 1999 по 2000 годы — атташе Посольства РК в Республике Корея.
С 2000 по 2002 годы — слушатель Дипломатической академии МИД Российской Федерации, второй секретарь Управления международных экономических организаций МИД РК.
С 2002 по 2004 годы — Второй секретарь Посольства РК в Республике Австрия.
С 2004 по 2005 годы — Первый секретарь Посольства РК в Соединённом Королевстве Великобритании и Северной Ирландии.
С 2005 по 2007 годы — Директор департамента информационно-аналитической работы и прогнозных оценок МИД РК, Директор департамента Европы и Америки МИД РК.
С 2007 по 2008 годы — Директор департамента Европы МИД РК.
С 2008 по 2009 годы — Поверенный в делах РК в Республике Болгария (советник-посланник).
С 2009 по 2011 годы — Посол по особым поручениям — Директор департамента ОБСЕ МИД РК (исполнительный секретарь Саммита ОБСЕ в Астане в 2010 г.).
С 2011 по 2012 годы — Посол по особым поручениям — Директор департамента общеевропейского сотрудничества МИД РК.
С 2012 по 2014 годы — Председатель Комитета внешнеполитического анализа и прогнозирования МИД РК.
С 2014 по 2015 годы — Директор департамента внешнеполитического анализа и прогнозирования МИД РК.
С марта 2015 года — Чрезвычайный и Полномочный Посол РК в Чешской Республике.
С октября 2015 года — Чрезвычайный и Полномочный Посол РК в Словацкой Республике по совместительству.
С 2019 по 2023 годы — Чрезвычайный и Полномочный Посол РК в Азербайджанской Республике.
С 23 октября 2023 года — Чрезвычайный и Полномочный Посол Республики Казахстан в Республике Индонезия.

## Награды
- 2021 — Орден Достык II степени (Казахстан)
- 2010 — Орден Курмет (Казахстан)[6]
- 2008 — Медаль «За труд и доблесть» (25 февраля 2008 года, Украина) — за значительный личный вклад в укрепление дружбы между народами Украины и Казахстана, развитие украинско-казахстанского сотрудничества[7][8]
- Награждён правительственными и юбилейными медалями Республики Казахстан и др.

## Семья
- Отец: Абдыкаримов, Оралбай Абдыкаримович — казахстанский государственный деятель, Председатель Сената Парламента Республики Казахстан (1999—2004).
- Женат, пять детей.